# Лёгкое метро Гатино
Лёгкое метро Гатино (фр. Tramway de Gatineau) — проект 26-километровой системы легкорельсового транспорта («лёгкого метро» или скоростного трамвая), предложенный властями города Гатино, Квебек.
Согласно проекту, скоростной трамвай (лёгкое метро) Гатино должно было через мост соединяться со столицей Канады г. Оттава, а в центре Оттавы предполагалась пересадка (на одной или нескольких станциях) на 1-ю линию оттавского метро O-Train.
Управление системой возлагалось на Société de transport de l’Outaouais (STO), службу общественного транспорта Гатино. Планировалось, что система будет введена в эксплуатацию в 2028 году. По предварительным оценкам 2020 г., стоимость проекта составляла 2,1 миллиарда канадских долларов, хотя в эту оценку не входила часть линии на стороне г. Оттава.
Мэрия Гатино рассчитывала, что правительство провинции Квебек профинансирует 60 % проекта, а правительство Канады — 40 % проекта, однако до настоящего времени ни одна из этих двух сторон ещё не взяла на себя обязательства по финансированию проекта.
После эпидемии КОВИД-19 проект отложен на неопределённый срок.

## Предложения Гатино

### Весь трамвай
На бульваре Аллюметтьер предполагается разместить терминалы двух линий: одна должна пересекаться с Chemin Eardley в районе Эйлмер, а другая — с Chemin Vanier в районе Плато. Станция пересадки между линиями Aylmer и Plateau должна располагаться на углу улиц Alexandre-Taché и Saint-Raymond.
Трамваи линии Aylmer от Eardley будут двигаться на восток по бульвару des Allumettières до Wilfrid-Lavigne, затем на юг до Rue Principale, затем на восток по Chemin Alymer до развязки. Трамваи линии Plateau от улицы Vanier будут двигаться на север до бульвара du Plateau, затем на восток, пока дорога не закончится в Saint-Raymond, а затем на юг до развязки.
Основное трамвайное сообщение в Гатино будет идти от бульвара Александра-Таше, где он будет добираться до существующей пересадочной парковки Сен-Доминик и станции Rapibus (скоростного автобуса) Taché-UQO до Rue Laurier. Основная линия будет либо служить восточной частью одной из окружных линий, либо работать отдельно в качестве третьей линии.

## Соединение с Оттавой
Планируется, что восточная конечная остановка будет находиться в Оттаве возле станции метро Lyon, что позволит пассажирам пересесть на Линию Конфедерации Оттавского лёгкого метро; в ряде альтернативных планов предложено расположить конечную пересадочную станцию ещё восточнее на территории Оттавы. Предполагается, что поезда будут пересекать реку Оттава по мосту Портидж. Ранние планы предусматривали использовать для этой цели неиспользуемый мост Принца Уэльского или Мост Александры, однако позднее Мост Портидж был определён как оптимальный для легкорельсового транспорта в результате исследования, проведенного для STO инженерной фирмой WSP Global. Анализ показал, что подключение системы к Оттаве через мост Принца Уэльского привело бы к перегрузке станции Бэйвью, первоначально запланированной конечной остановки. Участок на территории Оттавы планируется проложить вдоль Веллингтон-стрит или через туннель под Спаркс-стрит .